# 陽城話
阳城话属晋语口语的一种，通行于山西省晋城市阳城县境内，属晋语上党片晋城小片，内部以县城为界分为东乡话和西乡话。

## 语音

### 声母
- 知庄章合流
- 中古“见”母字完整地保留了古音。普通话声母为“j”“q”“x”的字，大部分在阳城话中读音与古音相承,如齐〔ts’i〕≠旗[tɕ’i];精[tsiŋ]≠经[tɕ iŋ]。

### 韵母
臻、深、曾、梗四摄舒声字合流。

### 声调
阳城话单字有5个声调
- 阴平
- 阳平
- 上声
- 去声
- 入声